# Eleutherodactylus nitidus
Espèce
Synonymes
- Liuperus nitidus Peters, 1870 "1869"
- Tomodactylus amulae Günther, 1900
- Tomodactylus petersi Duellman, 1954
- Tomodactylus nitidus orarius 
Dixon, 1957

Statut de conservation UICN

 LC  : Préoccupation mineure
Eleutherodactylus nitidus est une espèce d'amphibiens de la famille des Eleutherodactylidae.

## Répartition
Cette espèce est endémique du Mexique,. Elle se rencontre dans les États de Durango, du Sinaloa, de Nayarit, de Zacatecas, d'Aguascalientes, du Jalisco, de Colima, du Michoacán, de Guanajuato, de Querétaro, de Hidalgo, du Guerrero, de l'Oaxaca, de Mexico, de Tlaxcala, de Puebla et de Veracruz du niveau de la mer jusqu'à 2 600 m d'altitude dans la Sierra Madre occidentale, la Cordillère néovolcanique et la Sierra Madre del Sur.

## Publication originale
- Peters, 1870 "1869" : Über mexicanische Amphibien, welche Hr. Berkenbusch in Puebla auf Veranlassung des Hrn. Legationsraths von Schlözer dem zoologischen Museum zugesandt hat. Monatsberichte der Königlich Preussischen Akademie der Wissenschaften zu Berlin, vol. 1869, p. 874-881 (texte intégral).